# سزایی تملی
سزایی تملی(متولد ۱۹۶۳) یک سیاستمدار کرد و رئیس سابق حزب دموکراتیک خلق ها (HDP) در ترکیه است. وی در حال حاضر عضو پارلمان و نماینده وان برای حزب دموکراتیک خلق های می باشد.

## زندگی شخصی
تملی متولد استانبول و فارغ التحصیل رشته امور مالی در دانشکده اقتصاد دانشگاه استانبول است. وی بعداً دکترای خود را در آنجا به پایان رساند.

## زندگی سیاسی
تملی عضو موسس حزب دموکراتیک خلق ها(HDP) است. وی قبل از ریاست آن به عنوان نایب رئیس حزب مسئول سیاست های اقتصادی بود.در جریان سومین کنگره عادی HDP که در ۱۱ فوریه ۲۰۱۸ برگزار شد ، وی به همراه پروین بولدان که به عنوان رئیس  مشترک انتخاب شدند.